# Tossa de Viamar
La Tossa de Viamar o Mola de Viamar una muntanya de 767 metres que es troba entre els municipis de Perelló al Baix Ebre i Rasquera a la Ribera d'Ebre.